# Ybytyramoan monteirorum
Ybytyramoan monteirorum is een keversoort uit de familie glimwormen (Lampyridae). De wetenschappelijke naam van de soort is voor het eerst geldig gepubliceerd in 2014 door Da Silveira en Mermudes.